# Histoire du canton de Neuchâtel
Le nom de Neuchâtel semble apparaître pour la première fois en 1011 dans un acte de donation de Rodolphe III de Bourgogne. Mais les vestiges archéologiques trouvés au bord du lac de Neuchâtel montrent que l'homme a foulé ce sol depuis la Préhistoire. Durant le deuxième millénaire, l'histoire de ce bout de terre est intimement liée à l'histoire de l'Europe. Le territoire appartient tour à tour aux Bourguignons puis aux Prussiens. En 1815, encore sujets du roi de Prusse, les Neuchâtelois rejoignent la Confédération suisse et obtiennent finalement leur indépendance à la suite de la révolution de 1848.

## Préhistoire

### Paléolithique
Entre -70 000 et -35 000, des traces de l'Homme de Néandertal ont été trouvées dans au moins deux grottes du canton : celle de Cotencher à Rochefort et celle des Plaints près de Couvet,. Un Homme de Cro-Magnon datant d'environ -13 500 a également été trouvé dans la grotte du Bichon près de La Chaux-de-Fonds. Ce dernier a peut-être été victime d'un accident de chasse, blessé mortellement par un ours.

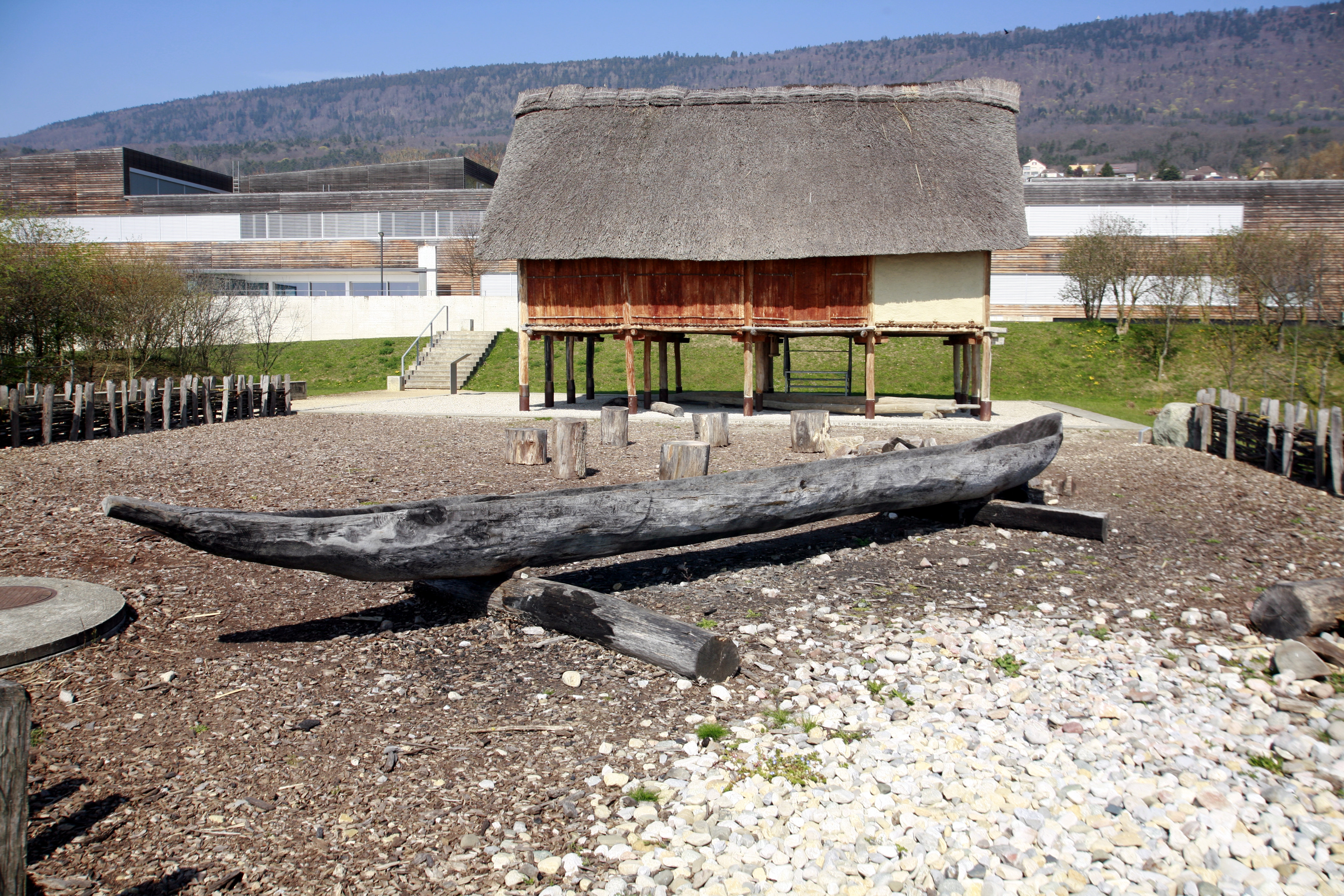
Reconstitution d'une maison de pêcheur avec embarcation au Laténium

### Mésolithique
En 1926, un douanier a découvert un abri sous roche près du Locle où des Hommes vivaient pendant le Mésolithique. Paul Vouga a entrepris des fouilles dans cette station vers 1928. À cette période, les hommes semblaient fabriquer des objets de petites dimensions en silex. Ils vivaient dans des abris le long de la chaîne jurassienne ou dans des campements sur le plateau. Ils vivaient de cueillette, chasse et pêche. Des hommes ayant un mode de vie similaire vivent alors le long du Doubs, aux Brenets.

### Néolithique

#### Culture de Cortaillod et Néolithique lacustre
De -4500 à -3500, les terres neuchâteloises sont habitées par la civilisation de Cortaillod venant du bassin méditerranéen et dont les hommes commençaient à construire des villages,,. Les archéologues ont retrouvé des foyers et des objets datant du Ve millénaire avant notre ère à Bevaix et à Saint-Aubin. Les premiers villages connus, signent de sédentarisation, datent du début du IVe millénaire. On peut également observer des menhirs entre Saint-Aubin et Vaumarcus, ainsi que des cupules et des dolmens, témoins de riches pratiques religieuses,. À la civilisation de Cortaillod succèdent celles de Horgen, de Lüscherz et d'Auvernier. Les habitants de cette longue période qui va des premiers villages vers -3900 au début du campaniforme vers -2400, résident souvent à proximité du lac, mais n'habitent pas sur des plateformes lacustres comme l'imagerie traditionnelles pourraient le laisser penser. Ils habitent de longues maisons rectangulaires en bois, se déplacent souvent en pirogues, chassent, pêchent, pratiquent la cueillette, cultivent des céréales et travaillent des matériaux tels que l'argile, la pierre ou l'os,,. De nombreux villages de cette période sont connus sur les sites actuels de Auvernier, Bevaix, Colombier, Hauterive, Le Landeron, Marin-Épagnier Neuchâtel, Saint-Aubin, Saint-Blaise, Thielle-Wavre et Vaumarcus.

#### Campaniforme
Le campaniforme, qui commence vers -2400 et qui dure jusque vers -1700, correspond à l'âge du cuivre. Les sites du Néolithique lacustre sont progressivement abandonnés jusqu'en -1900. Seuls peu de sites datant du campaniforme ont été retrouvés par les archéologues, à Cortaillod et à Saint-Blaise.

### Âge du bronze
Le travail du bronze commence au nord des Alpes à la transition entre le IIIe et le IIe millénaire avant notre ère. Les premières traces de l'utilisation de cet alliage dans le territoire de l'actuel canton de Neuchâtel datent de -1700 environ, marquant le début de l'âge du bronze dans la région. Des tombes du IIe millénaire ont notamment été retrouvées au-dessus de Cressier et à Coffrane.
Entre -1050 et -850, les sites situés sur les rives du lac de Neuchâtel, qui avaient été abandonnés un millénaire plus tôt, sont à nouveau occupés. Des villages se forment vers les sites actuels de Hauterive (site de Hauterive-Champréveyres), Bevaix, Cortaillod et Auvernier. Ceux-ci comptaient jusqu'à 300 habitants et étaient entourés de palissades en bois[réf. nécessaire]. Les pilotis sont les vestiges restant des maisons de ces villages. Ils peuvent être observés par photographies aériennes, puis des fouilles sont effectuées par des plongeurs. Des milliers d'objets datant de cette époque ont été retrouvés. La fin de cette civilisation est probablement due à une montée du niveau du lac en raison de changements climatiques.

### Âge du fer

#### Premier âge du fer
Des habitations, appartenant désormais à la culture de Hallstatt, c'est-à-dire au premier âge du fer, sont à nouveau connues un à deux siècles après la fin de l'âge du bronze. Elles se trouvent plus haut en altitude que les sites lacustres de l'âge du bronze. Des sépultures ont été retrouvées à La Béroche, dans l'Entre-deux-Lacs, au-dessus de Neuchâtel et au Val-de-Ruz.

#### Second âge du fer
Des découvertes archéologiques exceptionnelles ont été faites lors de la période surnommée de la «fièvre lacustre» puis lors de la correction des eaux du Jura (1868 - 1878), notamment sur le site de La Tène. Elles ont donné au second âge du fer le nom de La Tène (d'environ -450 à -15), une civilisation associée aux Celtes. Des milliers d'objets provenant de cette civilisation été retrouvés dans le canton de Neuchâtel depuis les premières fouilles en 1857. Des sacrifices et des offrandes ont lieu sur le site de La Tène, où s'élève un pont sur la Thièle daté de 660 av. notre ère environ. Un autre pont se trouve près de Cornaux, tandis qu'un oppidum est construit en face de La Tène, sur le Mont Vully.

## Antiquité
Les Helvètes se sont installés sur le plateau suisse et donc également dans le bas et les vallées du canton de Neuchâtel au IIe siècle av. J.-C.. Les montagnes neuchâteloises n'étaient en revanche probablement pas habitées à l'année. Après l'échec de leur migration vers l'Aquitaine en 58 av. J.-C., ils doivent accepter la présence de colonies romaines (Nyon et Augst), puis d'un camp de légionnaire (Windisch) sur leur territoire. Des villas sont alors bâties sur différents points du territoire et ce sont les vestiges de ces établissements qui permettent de se faire une idée de l'occupation du territoire dans le canton de Neuchâtel à cette époque. L'emplacement de plusieurs dizaines de villas (notamment à Colombier, Saint-Blaise, au Landeron et à Chézard) a pu être déterminé et semble avoir joué un rôle important dans l'occupation actuelle du territoire.
Quelques sites archéologiques datant de la période romaine - également appelée helvéto-romaine - ont ainsi été mis au jour dans la région neuchâteloise. Des vestiges existent sur le littoral, le plateau de Lignières ainsi que dans le Val-de-Ruz. Une des grandes propriétés de la période romaine connues en Suisse, s'étendant sur 5000 m2, se trouve à Colombier sous le château actuel, non loin du principal point de franchissement de l'Areuse. Les restes d'un temple probablement dédié à Mars ont été retrouvés au-dessus de Cressier, non loin des deux ponts romains qui se trouvaient sur la Thièle, dans l'actuelle commune de La Tène. La Vy d'Etraz, une route romaine, traversait le littoral d'est en ouest et permettait notamment de rejoindre les ports sur le Rhin. Elle peut encore être observée par endroits, comme à Saint-Blaise. 
Au IIe siècle, une période de paix, le canton de Neuchâtel semble bien intégré dans les échanges commerciaux avec d'autres régions de Suisse actuelle. Les carrières neuchâteloises fournissent ainsi des pierres pour la construction de l'enceinte d'Avenches, capitale de l'Helvétie romaine. En plus de la Vy d'Etraz mentionnée précédemment, le Val-de-Travers permettait de rejoindre la voie fluviale Saône-Rhône. En 212, les habitants d'Helvétie, du moins ceux qui sont libres, deviennent citoyens romains.
Vers le IIIe siècle, l'Empire romain commence à perdre de sa puissance et à céder sous la pression des peuples germaniques. Le développement de l'actuel canton de Neuchâtel s'arrête ainsi vers le milieu du siècle, à peu près au moment où Augst et Avenches sont pillées. En l'an 401, les Romains se retirent de la frontière le long du Rhin pour ne défendre plus que le Sud des Alpes. Ils établissent alors une série de camps et de fortifications, dont une peut-être à l'endroit où a ensuite été construit le château de Rochefort. En 443, une vaste région comprenant le canton de Neuchâtel est place par l'Empire romain sous la protection des Burgondes. Ces derniers ne représentent toutefois pas plus de 10% de la population et n'imposent pas leur langue, même si des traces subsistent dans certains toponymes (Fresens par exemple). Il reste des traces des Burgondes près de Serrières datant environ du VIe siècle[réf. nécessaire].

## Neuchâtel au Haut Moyen Âge

### Christianisation
Le christianisme, déclaré religion d'État en 380, s'impose rapidement dans l'actuelle Suisse romande. Le territoire neuchâtelois dépendant de l'évêché de Windisch dont le siège est déplacé à Lausanne vers l'an 500. Les premiers lieux de culte sont construits le long des voies de communication, à l'emplacement des établissements préexistants. Au moins sept d'entre eux ont été fondés avant l'an mille : Bevaix, Cressier, Dombresson, Engollon, Môtiers, Saint-Martin et Serrières. Plusieurs autres s'ajoutent probablement à cette liste, sans qu'il n'ait encore été possible de le prouver. Les églises deviennent rapidement le centre de paroisses, qui a leur tour donneront naissances aux communes. Si les paroisses sont rapidement nombreuses sur le littoral neuchâtelois, celles du Val-de-Travers et du Val-de-Ruz sont d'abord très grandes et ce n'est que plusieurs siècles plus tard qu'elles sont subdivisées en des paroisses plus petites. Les montagnes neuchâteloises n'auront elles pas de lieu de culte avant le XIVe siècle.
Le Prieuré Saint-Pierre de Môtiers est probablement le plus ancien monastère du canton. Un lieu de culte a peut-être existé à son emplacement dès le Ve siècle, au plus tard au VIIe siècle. Dédié à Saint-Pierre, il pourrait avoir été fondé par un propriétaire terrien. Il n'est pas complètement sûr que le lieu de culte ait été le siège d'un monastère dès sa fondation, mais la présence d'un tel établissement semble en tout cas attestée dès le IXe siècle. L'ancienneté du Prieuré se reflète dans l'étendue de sa dotation territoriale, aussi bien dans le canton de Neuchâtel que dans le nord de l'actuel canton de Vaud. Les plus grandes paroisses du Val-de-Travers et du Val-de-Ruz, celles de Môtiers et d'Engollon, dépendent alors du Prieuré. Ce dernier a probablement à son tour dépendu un temps du royaume de Bourgogne, avant de passer en 1178 sous la protection de l'Empereur Frédéric Barberousse, une mesure destinée probablement à freiner les appétits territoriaux des comtes de Bourgogne.

### Domination bourguignonne
Au VIIe siècle, la région neuchâteloise passe sous la domination du royaume de Neustrie et de Bourgogne et est rattachée au Pagus ultrajuranus. Après avoir été intégrée à l'Empire carolingien, la région est rattachée au royaume de Bourgogne lorsque Rodolphe devient roi en 888. Au sein de ce royaume, le territoire actuel du canton de Neuchâtel était rattaché au comté de Vaud jusqu'à l'Areuse et au comté de Bargen au-delà. Des vicairies sont établies à Nugerol, Travers, Yverdon et à Saules, au Val-de-Ruz. L'administration des territoires s'appuie alors à la fois sur l'église, sur des points d'appuis militaires et sur les propriétaires terriens.
Si la plupart de ces vicairies ont une importance locale, voir régionale pour Nugerol, Colombier a un statut particulier. Elle semble en effet avoir abrité une résidence d'un fonctionnaire ou d'un proche du roi de Bourgogne, peut-être issu de la famille des Sigiboldides. Elle a probablement été le chef-lieu d'une province royale, avant que ce rôle ne revienne à Neuchâtel peu après l'an mil. Preuve de l'importance du lieu, c'est là que s'est déroulé en 937 le double mariage de Berthe de Souabe et de sa fille Adelaïde de Bourgogne avec les rois d'Italie Hugues et Lothaire. 
Si Colombier faisait probablement directement partie du domaine royal, de grandes parties du canton de Neuchâtel appartenaient directement à la famille des Sigiboldides. Ces derniers sont l'une des grandes familles du royaume de Bourgogne et reçoivent, en échange de leur soutien, de nombreux fiefs dans l'actuelle Suisse romande. Ces possessions incluent, dans l'actuel canton de Neuchâtel, La Béroche, une grande partie du Val-de-Travers, ainsi que des possessions au Val-de-Ruz et autour de Corcelles,. En 998, Rodolphe, un représentant de la famille des Sigiboldides, fonde et dote généreusement le prieuré de Bevaix, occupée par des moines de Cluny,. Dans la deuxième moitié du XIe siècle, l'arrière-petit-fils de Rodolphe fonde un prieuré à Corcelles, dépendant lui aussi de Cluny et doté de terres et de l'église de Coffrane, dans le Val-de-Ruz.
Un autre clan bourguignon, proche de la reine Ermengarde, prend pied dans la région au début du XIe siècle. En 1011,  Rodolphe III de Bourgogne donne en effet Neuchâtel, dont il s'agit de la première mention écrite, ainsi qu'Auvernier et Saint-Blaise à Ermengarde. Le clan dont elle est proche s'y établit alors afin d'assurer la défense de la région. Neuchâtel dont le site avait été occupé dès le IIe siècle et où une église ainsi que, probablement, une petite fortification avaient été édifiés quelques siècles plus tard, est qualifiée de résidence très royale, signe de la nouvelle prééminence de Neuchâtel dans la région. L'édification d'une fortification semble particulièrement importante puisque la ville lui doit son nom.
Lorsque Rodolphe III meurt sans héritier en 1032, le royaume de Bourgogne doit revenir à l'Empereur Conrad II. Il doit toutefois faire face aux revendications d'Eudes II de Blois, qui s'empare la même année d'une grande partie du royaume, dont la forteresse de Neuchâtel. Pendant l'hiver qui suit, l'Empereur assiège en vain Neuchâtel. Eudes finit toutefois par se soumettre et remettre Neuchâtel à Conrad en 1034. Neuchâtel relève désormais probablement directement du Saint-Empire germanique et les seigneurs de Neuchâtel, désormais probablement issus de la famille de Fenis, conservent une certaine importance puisqu'ils sont les suzerains des seigneurs de Colombier et de Rochefort, descendants des Sigiboldides,.

## Seigneurie et le comté de Neuchâtel

### Émergence des seigneuries
La disparition du royaume de Bourgogne permet l'apparition d'une série de seigneuries sur le territoire de l'actuel canton de Neuchâtel. Ces seigneuries prennent le plus souvent le relais d'une ancienne vicairie. Des seigneuries émergent à Neuchâtel, Nugerol, Rochefort, Valangin et Vautravers. Au début du XIIe siècle, la seigneurie de Rochefort est divisée en trois donnant naissance aux seigneuries de Gorgier et de Colombier, en plus de la seigneurie de Rochefort qui survit. Les seigneurs disposent à la fois d'un domaine territorial et de droits sur les habitants de ce territoire. Plusieurs institutions religieuses, le prieuré de Bevaix, le prieuré Saint-Pierre de Môtiers, le prieuré clunisien de Corcelles, la Collégiale de Neuchâtel et l'abbaye de Fontaine-André disposent elles aussi de prérogatives seigneuriales. À partir de la seconde moitié du XIIe siècle, les seigneurs de Neuchâtel essaient d'imposer de plus en plus leur autorité sur les autres seigneuries de la région, si bien qu'un siècle et demi plus tard nombre d'entre elles leur seront inféodées.

### De la seigneurie au comté de Neuchâtel
La  maison de Neuchâtel, descendant probablement de la famille de Fenis établie près de Cerlier, a régné sur la région du XIe siècle à la fin du XVIe siècle. À l'origine, leurs possessions se situent plutôt dans le Seeland et dans la Glâne. Les événements du premier siècle qui suit la fin du royaume de Bourgogne sont mal connus et c'est à partir des années 1140 que l'on recommence à avoir davantage d'informations sur l'histoire neuchâteloise. C'est également à cette période qu'est fondée l'abbaye de Fontaine-André sur des terres données par les seigneurs Mangold II et Rodolphe I de Neuchâtel. Quarante ans plus tard, dans les années 1180, est créé le chapitre de la Collégiale de Neuchâtel, comptant douze chanoines. La construction de la Collégiale actuelle, remplaçant une église plus ancienne, est entreprise dans les années 1190. C'est également pendant cette période que se développe la ville de Neuchâtel elle-même, les habitations ayant jusque-là été concentrées à Serrières, un processus qui sera parachevé en 1214  le comte Ulrich III et son neveu Berthold octroient des franchises à la ville de Neuchâtel, tandis que leur frère et oncle, l'évêque de Lausanne Berthold de Neuchâtel, s'en porte garant,. Les seigneurs de Neuchâtel peuvent alors s'appuyer sur les religieux de ces deux institutions tant sur le plan administratif qu'intellectuel. Ils font également rapidement reconnaître leur suzeraineté sur l'Abbaye Saint-Jean de Cerlier et sur le Prieuré Saint-Pierre de Môtiers. 
Ils bénéficient pendant cette période de l'appui de religieux tels que Roger de Vico Pisano, évêque de Lausanne de 1178 à 1212, qui leur donne notamment le droit de battre monnaie et les libère de la tutelle des Zähringen. À partir des dernières années du XIIe siècle, les seigneurs de Neuchâtel se font nommer "comtes de Neuchâtel". Le comté de Neuchâtel est reconnu dès les années 1220 tant par les États voisins que par le Saint-Empire romain germanique et par les États pontificaux.

### Le comté de Neuchâtel divisé

#### Division et affrontements
Après la mort du comte Ulrich II de Neuchâtel en 1191, ses fils Ulrich III et Rodolphe II règnent ensemble sur le comté, tandis qu'un troisième fils, Berthold, est évêque de Lausanne, maintenant ainsi l'intégrité du territoire. Rodolphe II décède en 1196 et après cela, c'est son fils, lui aussi nommé Berthold, qui règne avec Ulrich III. Vers 1218, Ulrich III et Berthold se mettent d'accord sur un partage du patrimoine. Ulrich III reçoit le titre comtal d'Aarberg, ainsi que la partie germanophone des possessions familiales, la seigneurie de Valangin et Saint-Blaise. Berthold reçoit les terres romandes de la Maison de Neuchâtel, notamment la ville de Neuchâtel elle-même, et y règne pendant 65 ans, jusqu'en 1261,. Le titre de comte de Neuchâtel disparait provisoirement. En 1226, lorsqu'Ulrich III meurt, il y a un nouveau partage, donnant naissance aux branches de Nidau, Aarberg et Strassberg. La seigneurie de Valangin va d'abord aux Strassberg, mais les comtes d'Aarberg la reprennent dès avant 1251,. Au sein de l'actuel canton de Neuchâtel, la division de 1218 va perdurer jusqu'à la deuxième moitié du XVIe siècle.
À partir de 1226, les Neuchâtel-Ville doivent donc faire face aux ambitions nouvelles des Neuchâtel-Aarberg et plus anciennes des princes-évêques de Bâle. Les troupes de ce dernier incendient la ville de Neuchâtel en 1249. De 1263 à 1277, la femme du défunt Rodolphe III de Neuchâtel, Sibylle de Montbéliard, règne avec ses cinq fils. C'est pendant cette période que la Collégiale est achevée, en 1276. Après une période de flottement qui suit la mort de Sibylle, le territoire échappe à la division et Amédée Ier reprend seul les rênes du territoire en 1283. En 1288, Rodolphe de Habsbourg prive les Neuchâtel-Ville, dépourvus de titre comtal depuis 1226, de l'immédiateté impériale et les place sous la suzeraineté des comtes de Chalon, une situation qui perdurera, du moins juridiquement, jusqu'en 1707.
C'est également en 1288 que Rodolphe IV devient seigneur de Neuchâtel-Ville, à la mort de son père Amédée. En 1294, il épouse Éléonore de Savoie, la fille du seigneur de Vaud Louis Ier, un mariage qui lui permet d'assainir les finances de la seigneurie. Le 28 février 1296, les troupes de Rodolphe IV battent celles des seigneurs de Valangin et des princes-évêques de Bâle à Coffrane. Auparavant, les seigneurs de Valangin avaient donné leurs possessions aux princes-évêques et ceux-ci les leur avaient rendues en fief. Les seigneurs Jean et Thierry de Valangin sont capturés. De nouveaux combats ont lieu le 28 avril 1301, lorsque Rodolphe IV détruit La Bonneville, près de l'actuel village d'Engollon. Il signe ensuite un traité de paix avec Valangin et recommence à utiliser le titre comtal dont Neuchâtel-Ville était privé depuis 1226.

### Les Fribourg-en-Brisgau
Isabelle de Neuchâtel meurt en 1395 sans descendance. Elle désigne comme héritier son neveu Conrad IV de Fribourg, fils de sa sœur Varenne de Neuchâtel (elle-même fille de Louis Ier de Neuchâtel et épouse d'Egon III de Fribourg). 
- 1395 à 1424 : Conrad IV de Fribourg, dit de Furstenberg, fils d'Egon et Varenne. Sa sœur Anne épouse Rodolphe III de Bade-Hachberg-Sausenberg († 1428), union qui donnera naissance à Guillaume, père de Rodolphe IV de Hochberg qui reprendra la souveraineté de Neuchâtel pour le compte de cette nouvelle famille (voir plus bas) à la suite de la mort de Jean de Fribourg, le cousin de son père ;
- 1424 à 1457 :  Jean de Fribourg, dit de Furstenberg

Le dernier descendant direct de la deuxième famille des comtes de Neuchâtel, Jean de Fribourg dit de Fürstenberg, décède en 1457 sans successeur mâle, déclenchant une seconde guerre de succession.

### Les Bade-Sausenberg
La Maison de Bade par sa branche de Bade-Sausenberg (dite "de Hochberg"), issue elle-même de la branche Bade-Hachberg/Hochberg, règne sur le comté de Neuchâtel de 1458 à 1503.
En effet, Rodolphe IV de Hochberg (cf ci-dessus), de la Maison de Bade, et Louis de Chalon, prince d'Orange, dit Louis le bon, se disputent l'autorité sur le comté de Neuchâtel au moment du décès de Jean de Fribourg. Le prince d'Orange, beau-frère de Jean de Fribourg, considère que le comté doit lui revenir car celui-ci relève de l'Empire germanique depuis plus de quatre siècles : donc en l'absence d'hoirs mâles, il échoit à son suzerain seigneur, c'est-à-dire l'empereur ; or l'empereur Sigismond a nommé Louis son vicaire d'Empire en Bourgogne (l'ancien royaume) ; de plus Jean de Fribourg avait épousé Marie de Chalon, la sœur de Louis, en 1416. Rodolphe IV de Hochberg, lui, se réclame de la descendance directe, mais en lignée féminine issue d'Anne, ainsi que du testament écrit par Jean de Fribourg, et il est soutenu par les bourgeois de la ville. En 1458, Rodolphe IV de Hochberg succède finalement à Jean de Fribourg.
Le fils de Rodolphe, Philippe de Hochberg, est le plus riche des comtes de Neuchâtel. Il prend possession du comté en 1487. Il avait auparavant épousé Marie de Savoie (fille d'Amédée IX ; deux fois nièce de Louis XI) et continue à lier des alliances durant tout son règne, en particulier avec Berne et Fribourg. Il conclut en particulier un accord avec son cousin Christophe de Bade par lequel ils se donnent réciproquement, à défaut d'enfants mâles, leurs seigneuries allemandes. Philippe décède en 1503 et laisse une seule héritière, sa fille Jeanne.
Les seigneurs de cette maison qui ont régné sur le comté de Neuchâtel ont été :
- 1458-1487 : Rodolphe IV de Hochberg.
- 1487-1503 : Philippe de Hochberg.

Au décès de Philippe de Hochberg, sa fille Jeanne de Hochberg se marie avec Louis d'Orléans.

### Début du règne des Orléans-Longueville

#### Bailliage commun
Les Confédérés mirent le comté sous leur tutelle entre 1512/1513 et 1529.

#### Réforme protestante
Dès 1530, Guillaume Farel distilla la Réforme protestante dans le canton. Avec la révocation de l'édit de Nantes, Neuchâtel vit affluer nombre de huguenots. Le haut du canton commença à se peupler.

## Principauté de Neuchâtel

### La principauté de Neuchâtel sous les Orléans-Longueville

#### Liste des princes de Neuchâtel sous les Orléans-Longueville
À la suite du mariage de Jeanne de Hochberg avec Louis d'Orléans, ce sont les Orléans-Longueville qui régnèrent sur le comté de Neuchâtel entre 1504 et 1707 (si on excepte la période du Bailliage commun). Ils furent la plupart du temps représentés par un gouverneur dans leur comté, et portaient le titre de prince de Neuchâtel et Valangin, à partir de Leonor d'Orléans-Longueville. 
Les seigneurs en furent :
- 1504-1516 : Louis d'Orléans, comte de Neuchâtel, mari de Jeanne de Hochberg.
- 1516-1543 : Jeanne de Hochberg, veuve de Louis.
- 1543-1551 : François d'Orléans, comte de Neuchâtel, petit-fils de Jeanne et Louis, 8 ans, sous la tutelle de son grand-père maternel le duc Claude de Guise et du cardinal de Lorraine, Charles de Guise[28].
- 1551 : Crise de succession tranchée par le Tribunal des Trois-États[29].
- 1552-1557 : co-seigneurie entre deux cousins de François[29] : Léonor d'Orléans-Longueville, 11 ans, fils de François marquis de Rothelin, sous régence de sa mère Jacqueline de Rohan-Gyé ; et Jacques de Savoie, petit-fils de Jeanne et Louis par sa mère Charlotte ; la sœur de Leonor, Françoise, épouse Louis Ier de Condé, d'où les comtes de Bourbon-Soissons, et la prétention des d'Albert de Luynes à la succession en 1707 (cf plus bas).
- 1557-1573 : Léonor d'Orléans-Longueville, prince de Neuchâtel, 17 ans, duc de Longueville[30].
- 1573-1595 : Henri Ier, fils du précédent, 5 ans, sous régence de Marie de Bourbon-St-Pol-d'Estouteville, sa mère[30].
- 1595-1601 : Henri II d'Orléans-Longueville, fils du précédent, 1 an, sous la régence de Marie de Bourbon, duchesse d'Estouteville et comtesse de St-Pol, sa grand-mère, jusqu'à sa mort en 1601[30].
- 1601-1617 : Henri II d'Orléans-Longueville, 6 ans, sous tutelle de Catherine de Gonzague-Nevers, sa mère[31].
- 1617-1663 : Henri II d'Orléans-Longueville, seul.
- 1663-1668 : co-seigneurie entre deux frères Jean-Louis Charles et Charles-Paris sous régence de leur mère Anne-Geneviève de Bourbon-Condé[32], la sœur du Grand Condé.
- 1668-1672 : Charles-Paris seul[32].
- 1672-1674 : Interrègne - Crise de tutelle entre Marie de Nemours (fille d'Henri II, demi-sœur de Jean-Louis Charles et Charles-Paris) et sa marâtre  Anne-Geneviève de Bourbon-Condé, tranchée par le tribunal des Trois-États en faveur de la seconde. Verdict confirmé par Louis XIV dans une sentence d'avril 1674[33].
- 1674-1679 : Jean-Louis Charles sous tutelle de sa mère Anne-Geneviève de Bourbon-Condé jusqu'à sa mort (1679).
- 1679-1682 : Jean-Louis Charles sous tutelle de sa demi-sœur Marie de Nemours[33].
- 1682-1694 : Jean-Louis Charles sous tutelle des princes de Condé (le Grand Condé son oncle, puis son fils Henri-Jules et son petit-fils le duc de Bourbon) [31].
- 1694 : Crise de succession entre Marie de Nemours et le prince de Conti (le Grand Conti, petit-neveu du Grand Condé et d'Anne-Geneviève), tranchée par le tribunal des Trois-États[33].
- 1694-1707 : Marie de Nemours, fille d'Henri II, comtesse de St-Pol et duchesse d'Estouteville ; sans postérité.

### La principauté de Neuchâtel sous les Hohenzollern

#### Le Procès de 1707
Lors du décès en 1707 de Marie de Nemours, c'est le tribunal des Trois-États qui doit désigner son successeur. Les juges neuchâtelois attribuent la souveraineté de la principauté de Neuchâtel au roi en Prusse, elle devient propriété personnelle du roi jusqu'en 1806 .

#### La Principauté de Neuchâtel au XVIIIe siècle (1707-1805)

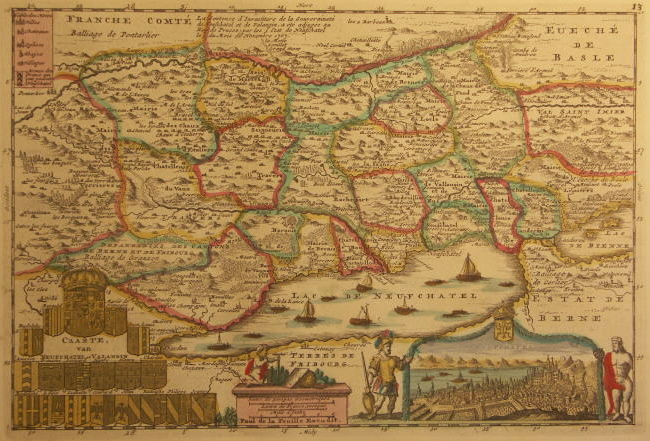
Carte du canton de Neuchâtel établie en 1735 par Ratelband

Lors du décès en 1707 de Marie de Nemours, son choix pour la succession n'est pas respecté (elle souhaitait un cousin chéri d'elle, Louis-Henri de Bourbon-Soissons, issu de Françoise, la sœur du duc Leonor, voir plus haut, mort en 1703 ; puis sa descendance chez les ducs de Luynes, comtes de Dunois, qui s'intitulèrent vainement princes de Neuchâtel et de Valangin). En fait les Neuchâtelois se choisirent comme suzerains les rois en Prusse de la maison de Hohenzollern. Les raisons les plus souvent évoquées pour expliquer ce choix sont :
- De cette manière, les Neuchâtelois se sont assurés d'avoir un souverain qui respecterait leur confession.
- De plus, l'éloignement géographique par rapport à la Prusse leur permettrait une relative autonomie par rapport au roi.

#### Le régime de Berthier (1806-1814)
En 1806, Napoléon Ier, après avoir obtenu Neuchâtel par un échange avec le roi de Prusse, remet la principauté au maréchal Louis-Alexandre Berthier. La principauté de Neuchâtel adhère au Pacte fédéral en 1815 et l'acte final du congrès de Vienne reconnaît au roi de Prusse la qualité de prince de Neuchâtel et à Neuchâtel le statut de canton suisse.

#### Adhésion à la Suisse[35]
Le 12 septembre 1814, la Diète fédérale réunie à Zurich admet la principauté de Neuchâtel dans la Confédération suisse, comme 21e canton, en même temps que les cantons du Valais (20e) et de Genève (22e).
Les actes de réunion proprement dits de ces cantons ont été signés ultérieurement, soit les 19 mai 1815 (Neuchâtel et Genève) et 4 aout 1815 (Valais), la signature du Pacte fédéral du 7 aout 1815 entérinant définitivement ces admissions.
Les cantons de Genève et du Valais, dans leurs traditions, mettent l’accent sur les dates de mai et aout 1815. C’est la raison pour laquelle ils marqueront le bicentenaire de leur admission de manière un peu différente du canton de Neuchâtel, puisque Genève fêtera son bicentenaire du 31 décembre 2013 au 19 mai 2015 et le Valais durant toute l’année 2015.

#### Acte démocratique
Dans le canton de Neuchâtel, c’est la date du 12 septembre qui a marqué les esprits de la population. Dès les années 1820, alors que dans d’autres cantons la contestation monte contre les régimes oligarchiques en place, le lien entre Neuchâtel et la Suisse devient synonyme de démocratie et d’opposition au régime royaliste en place à Neuchâtel. La date du 12 septembre est de plus en plus utilisée pour manifester le désir d’un régime politique plus libéral. Cette évolution culmine en 1831 : c’est en effet dans le cadre des banquets tenus en septembre 1831 pour fêter l’admission dans la Confédération que s’organise la tentative de renversement par la force du régime royaliste, menée par Alphonse Bourquin, chef des troupes révolutionnaires qui, le 13 septembre 1831, s’emparent du château de Neuchâtel.

#### Fête des Fontaines
Dès lors, le 12 septembre devint une date très sensible dans le calendrier neuchâtelois, sous des formes parfois déguisées. C’est ainsi que les habitants du Val-de-Travers, dès les années 1840 au moins, manifestent leur attachement à la Suisse et leur opposition au régime sous une forme déguisée, en organisant le 12 septembre de chaque année la Fête des Fontaines. Cette tradition existe toujours dans les villages de Môtiers et Buttes et elle a été récemment inscrite dans la liste nationale des traditions vivantes.
Inversement, le régime royaliste tenta d’interdire toute célébration du 12 septembre, au point de publier, le 29 aout 1836, un « arrêté interdisant certaines manifestations pour l’époque du 12 septembre de chaque année ».

#### Les dernières années de Neuchâtel comme principauté prussienne
Un premier acte de rébellion contre cette autorité intervient en 1831, mais ce n'est qu'avec la révolution du 1er mars 1848 que le canton s'intègre pleinement à la Suisse moderne et rompt les liens avec la monarchie prussienne.

##### La Révolution ratée de 1831
Deux insurrections ont lieu contre la monarchie en 1831, le 12 septembre et les 17-18 décembre, sans succès. Leurs meneurs, dont leur chef Alphonse Bourquin, doivent s'exiler, certains après avoir été emprisonnés, comme l'avocat Bille (2 ans).

### Liste des rois de Prusse qui ont régné sur Neuchâtel de 1707 à 1848
Les rois de Prusse qui régnèrent sur le comté (puis principauté) de Neuchâtel furent :
- 1707-1713 : Frédéric Ier de Prusse
- 1713-1740 : Frédéric-Guillaume Ier de Prusse
- 1740-1786 : Frédéric II de Prusse
- 1786-1797 : Frédéric-Guillaume II de Prusse
- 1797-1805 : Frédéric-Guillaume III de Prusse
- 1806-1815 : Intermède Berthier
- 1815-1840 : Frédéric-Guillaume III de Prusse
- 1840-1848 : Frédéric-Guillaume IV de Prusse

## République et canton de Neuchâtel

### La Révolution de 1848
Quand la France se lève contre Louis-Philippe en février 1848, les esprits neuchâtelois s’éveillent. Malgré le froid, les républicains arborent au Locle le drapeau fédéral de la Suisse dans la nuit du 28 au 29 février 1848 (cf. plaque commémorative de 1898 sur la façade de l'Hôtel de la Fleur de Lis au Locle) en annonçant ceci: ‘’Habitants du Locle, une Révolution pacifique vient de s’accomplir dans notre localité. Les pouvoirs civils et militaires viennent d’être remis entre nos mains. Nous en usons de suite pour vous recommander le calme et l’ordre, qu’au besoin nous saurons maintenir.’’[style trop lyrique ou dithyrambique]
Leur programme est l’oubli du passé, le respect des personnes et des propriétés et un ordre fondé sur la liberté. Ce soir-là, la Chaux-de-Fonds et le Val-de-Travers se joignent au mouvement. Fritz Courvoisier, le meneur de la révolution, prend le commandement militaire et les hommes réunis en armes à La Chaux-de-Fonds prêtent serment à la république et au canton de Neuchâtel. Les armes sont en suffisance mais la poudre se fait rare. Le conseil d’État quitte le château après avoir viré toute la garde, comme en 1831. Cette nuit-là, l’officier Ami Girard rejoint les révolutionnaires accompagnés de 200 à 300 hommes. À 7h du matin le 1er mars 1848, les républicains entament la marche en direction du château, accompagné de Courvoisier. À 10h, 900 hommes se mettent en marche. À cause de la neige, jusqu’à un mètre en campagne, la progression est difficile. Fritz Courvoisier et son ami Ami Girard mènent la marche à cheval. En entamant la descente vers le Val-de-Ruz, 100 hommes les rejoignent. Arrivé à Valangin, le cortège prend possession de deux canons. Rien n’arrête la colonne qui s’arrête à Pierre-à-Bot à 17h30 en attendant les ordres de leurs meneurs. Quand la nuit commence à tomber, les révolutionnaires ont faim et froid, Fritz et Ami, décident d’arrêter d’attendre et de poursuivre leur progression.
Une partie des révolutionnaires prennent possession du château aux-alentours de 19h. Le nouveau gouvernement arrive à 21h et met place, en seulement 24h, à la République Neuchâteloise. Le 2 mars, les commissaires fédéraux, appelés par de l’ancien gouvernement, reconnaissent le nouveau régime. Le Roi Frédéric-Guillaume IV, le roi de Prusse, se contentera de protester petitement, plus soucieux des révolutions ayant lieu au même moment à Berlin que la perte de Neuchâtel.

### L'Assemblée constituante de 1848
À la suite du succès de la Révolution, les Républicains forment un gouvernement provisoire de dix membres, présidé par Alexis-Marie Piaget et chargé d'organiser l'élection d'une Assemblée constituante. Un décret réglant les modalités de l'élection est publié le 9 mars et des conseils administratifs, chargés de contrôler le bon déroulement des opérations, sont formés dans toutes les communes neuchâteloises. Une quarantaine de circonscriptions électorales sont formées, chaque circonscription ayant droit à un élu par tranche de 500 habitants. Les plus grandes circonscriptions sont celles de La Chaux-de-Fonds, Le Locle et Neuchâtel qui ont droit respectivement à 12, 11 et 7 élus. L'élection a lieu les 17 et 25 mars 1848  au système majoritaire dans un contexte de forte abstention, les monarchistes s'abstenant massivement. Quatre royalistes seulement sont élus sur 89 constituants: trois à La Sagne, qui refusent leur élection et qui sont remplacés par des républicains, et un à Gorgier, Henri d'Ivernois, l'ancien châtelain du lieu. Sur les 89 constituants élus, 88 appartiennent au camp républicain et un seul au camp royaliste. 
La quasi-unanimité régnant au sein de l'Assemblée constituante permet aux travaux d'avancer très rapidement, même si des dissensions apparaissent rapidement sur certains sujets, dont les armoiries du nouveau canton ou le droit de vote des Suisses non neuchâtelois. Les travaux de l'Assemblée constituante commencent le 5 avril. La cérémonie religieuse marquant le début des travaux doit être conduite par un prêtre de La Neuveville, dans le canton de Berne, aucun prêtre neuchâtelois n'acceptant de le faire. Ce jour-là, un projet de texte complet, rédigé en grande partie par Alexis-Marie Piaget, est présenté à l'Assemblée. Les constituants se réunissent ensuite à dix-sept autres reprises jusqu'au 25 avril, date d'approbation de la Constitution par l'Assemblée constituante. Les travaux se tiennent au Château de Neuchâtel. La nouvelle constitution comprend 75 articles et affirme à la fois l'appartenance du canton à la Confédération suisse et la nature démocratique du canton de Neuchâtel. Elle prévoit la mise sur pied d'un Conseil d'État (exécutif) de sept membres, d'un Grand Conseil (législatif) et d'un système judiciaire comprenant des justices de paix, des tribunaux de première instance et une Cour d'appel.
La nouvelle constitution est soumise au vote populaire le 30 avril 1848. Entretemps, le 5 avril, le roi de Prusse Frédéric-Guillaume IV a délié les Neuchâtelois de leur serment de fidélité, si bien que nombre de monarchistes se sentent désormais libres de s'investir dans la vie politique neuchâteloise. Si les Neuchâtelois acceptent la nouvelle constitution, cette approbation est le résultat d'un vote relativement serré (5813 oui contre 4395 non). Dans les Montagnes neuchâteloises, seules les villes de La Chaux-de-Fonds et du Locle disent oui, les autres communes refusant toutes la nouvelle constitution.
Le même jour, ils acceptent que les membres de l'Assemblée constituante deviennent automatiquement les membres du premier Grand Conseil du canton de Neuchâtel. Les membres du Grand Conseil élisent ensuite les sept membres du nouveau Conseil d'État, parmi lesquels figurent six membres de l'ancien Gouvernement provisoire,.

## Les différentes autorités

### Le Conseil d'État
L'existence d'un Conseil d'État formé de personnalités dévolues à l'administration des affaires neuchâteloises remonte au Bas Moyen Âge.
On peut donc distinguer deux périodes au moins le caractérisant, celle d'avant la révolution de 1848 et celle d'après, dans la première les conseillers étant désignés par le souverain alors que dans la suivante ils sont élus par le Grand Conseil jusqu'en 1905, puis directement par le peuple dès 1906.

### Le Grand Conseil
Le Grand Conseil est l'autorité législative du canton depuis la constitution républicaine de 1848.